# Сугамо (станция)

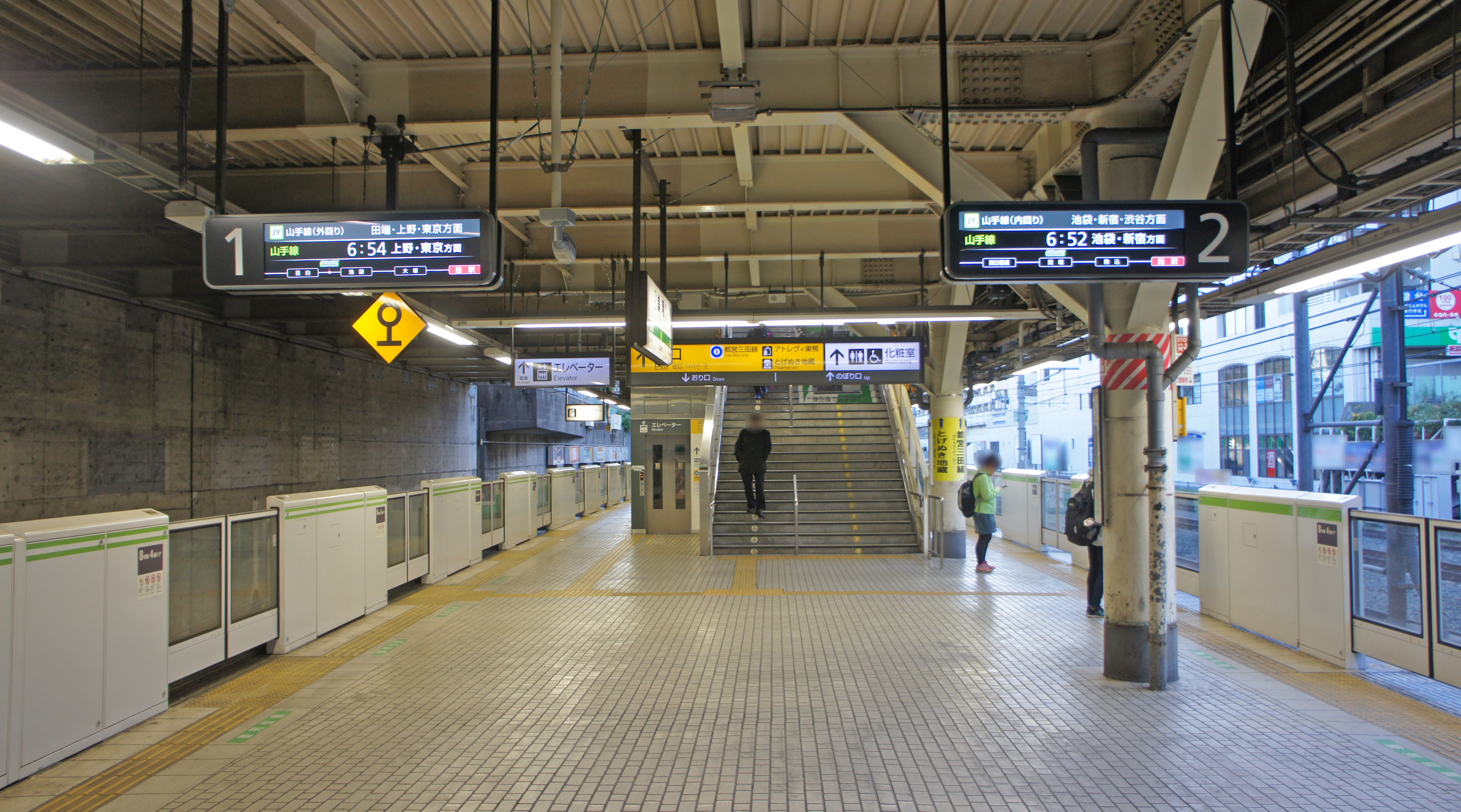
Платформа линии Яманотэ

Станция Сугамо (яп. 巣鴨駅 сугамо эки) — железнодорожная станция на линиях Яманотэ и Мита, расположенная в специальном районе Тосима, Токио. Станция обозначена номером I-15 на линии Мита. Станция была открыта 1 апреля 1903 года. На станции установлены автоматические платформенные ворота.

## Линии
- East Japan Railway Company
  - Линия Яманотэ
- Tokyo Metropolitan Bureau of Transportation
  - Линия Мита

## Планировка станции

### JR East
Одна платформа островного типа и 2 пути.
| 1 | ■ Линия Яманотэ | Табата, Уэно, Токио        |
| 2 | ■ Линия Яманотэ | Икэбукуро, Синдзюку, Сибуя |

### Toei
Одна платформа островного типа и 2 пути.
| 1 | ○ Линия Мита | Отэмати, Мэгуро, Хиёси |
| 2 | ○ Линия Мита | Ниси-Такасимадайра     |

## Близлежащие станции
| «       |  | Линия         |  | »           |
| ------- |  | ------------- |  | ----------- |
| Оцука   |  | Линия Яманотэ |  | Комагомэ    |
| Сэнгоку |  | Линия Мита    |  | Ниси-Сугамо |